# Carex hezhouensis
Carex hezhouensis là một loài thực vật có hoa trong họ Cói. Loài này được H.Wang & S.N.Wang mô tả khoa học đầu tiên năm 2005.